# Insula Delfinilor Albaștri
Insula Delfinilor Albaștri (engleză Island of the Blue Dolphins) este un roman pentru copii scris de Scott O'Dell și lansat în 1960.

## Rezumat
O fată din tribul Ghalas-at, un trib de pe Insula Delfinilor Albaștri, pe nume Won-a-pa-lei ,adica Fata cu Păr Lung si Negru, sau numele ei "tainic" fiind Karana, trece prin foarte multe întamplări. Aleuții,veniti la vanatoare de vidre, îi omoară tatăl, care era șeful tribului. Noul conducător îi duce pe toți cu un vapor pe o insula mai populată si mai ferită de pericole, însă ea se întoarce , deoarece frățiorul ei ramasese singur pe insula si nu s-ar fi descurcat sa supravietuiasca. Cei doi se duc în casa lor din sat. După puțin timp micuțul Ramo este atacat și omorât de câinii sălbatici. Ea incendiază satul ca sa nu mai fie in pericol și se adăpostește pe o stâncă, unde era ferită de animalele fioroase. Cu timpul, ea își construiește un adăpost, face arme, chiar dacă religia lor nu le permitea acest lucru femeilor. Ea se împrietenește cu vidrele , apoi cu șeful haitei câinilor, caruia ii da numele Rontu,adica "ochi de vulpe" si cu niște păsări. Ea așteaptă reîntoarcerea oamenilor albi, însă degeaba. Karana își amintește întotdeauna clipele frumoase petrecute alături de familia sa, dar și toate pericolele prin care a trecut. Viziteaza portul in fiecare zi, pana cand o corabie cu oameni albi ajunge pe insula, insa din cauza limbilor diferite nu pot comunica.  Deși speră mereu că va fi salvată, trec ani întregi până când este găsită și dusă la civilizație. În final, Karana este salvată de misionari și părăsește insula, dar experiențele și legăturile ei cu natura rămân o parte esențială a identității sale. 
Autorul mărturisește în nota dedicată acesteia că opera lui este inspirata din realitate.
O poveste emoționantă despre singurătate și supraviețuire. 